# Steve Perryman
Stephen John "Steve" Perryman MBE (Ealing, London, 1951. december 21. –) angol válogatott labdarúgó, jelenleg labdarúgóedző. Pályafutásának legnagyobb sikereit az 1970-es és 1980-as években érte el a Tottenham Hotspur csapatával. 1982-ben megnyerte az FWA az év labdarúgója díjat, a Tottenham-ben pedig klubrekordot állított fel: 854 mérkőzésen lépett pályára a csapatban.

## Pályafutása
Steve a legfiatalabb a testvérei között. Northolt-ban nőtt fel Már gyerekkorában is érdekelték a különféle sportok, de a labdarúgásban tűnt ki leginkább. Rendszeresen játszott iskolája csapatában és más ifjúsági csapatokban.
1967 júliusában, 15 évesen csatlakozott a Tottenham Hotspur-höz, 1969-ben lett profi labdarúgó. 17 évesen került a felnőtt csapatba, 1969 szeptemberében debütált a bajnokságban a Sunderland ellen. A játékost az angol válogatottba is behívták, négyszer lépett pályára az angol ifiválogatottban, és 17-szer az angol U23-asok közt, ami rekordnak számít.
Remek teljesítménye miatt már 20 évesen csapatkapitánnyá nevezték ki a klubnál, ezzel ő lett a Spurs legfiatalabb kapitánya. Perryman nemcsak a középpályán, de a védelem közepén is jól játszott. Egyike a Spurs legsikeresebb játékosainak. 1971-ben Ligakupát nyert, a Wembley Stadionban rendezett döntőben az Aston Villát győzték le 2–0-ra. Egy évvel később, 1972-ben első UEFA-kupa-döntőjét játszotta a Wolverhampton Wanderers ellen. Az első mérkőzést a Spurs nyerte 2–1-re, majd a második mérkőzés 1–1-re végződött a White Hart Lane-en. 1973-ban ismét visszatérhetett a Wembley-be, a Norwich City ellen 1–0-ra megnyert döntő után második Ligakupa-győzelmét ünnepelhette. Második UEFA-kupa döntőjét 1974-ben játszotta a holland Feyenoord ellen. A Spurs ezúttal elveszítette a kupát, 2–2-es hazai döntetlen után 2–0-ra kaptak ki idegenben. 1981-ben megnyerték az FA-kupát, az ellenfél a Manchester City volt a Wembley stadionban. 1–1-es döntetlen után a mérkőzést megismételték, a Spurs 3–2-re győzött. Perryman és a Spurs egy évvel később, az 1982-es FA-kupa döntőben játszhatott ismét a Wembley-ben. A Queens Park Rangers elleni 1–1 után 1–0-ra megnyerték az újrajátszást, ezzel egymás után másodszor elhódították a kupát. Steve második éve emelhette fel a trófeát, ezzel ő lett a harmadik játékos a kupa történetében, aki két egymás utáni döntőben szerezte meg a kupát.
Kiváló teljesítménye miatt meghívást kapott az angol válogatottba. Első –és egyetlen– válogatott mérkőzését 1982. június 2-án játszotta Izland ellen, a 70. percben csereként pályára lépve. Ugyanebben az évben megnyerte az FWA az év labdarúgója díjat.
Perryman 1982-ben újra a Wembley-be vezethette csapatát, a Ligakupa (akkor Milk Cup) döntőjében a Liverpoollal találkoztak. A Vörösök nyerték a mérkőzést 3–1-re hosszabbítás után. 1984-ben UEFA-kupa-döntős volt a Spurs-szel, az ellenfelük a belga RSC Anderlecht volt. Az első mérkőzés Brüsszelben 1–1 lett. Steve eltiltás miatt nem játszhatott a visszavágón, amit a Tottenham büntetőkkel megnyert.
1984-ben Brit Birodalom Tagja címmel tüntették ki az angol labdarúgásban végzett munkája miatt. 1986-ban elhagyta a White Hart Lane-t. 1969 és 1986 között összesen 854 mérkőzésen játszott a Tottenham-ben, és 39 gólt szerzett. Az észak-londoni klubnál eltöltött 17 év alatt két UEFA-kupát, két FA-kupát és két Ligakupát nyert.
A Tottenham után az Oxford Unitedhez igazolt, azonban itt nem játszott sokáig. Még 1986-ban a harmadosztályú Brentfordhoz csatlakozott, a csapatban játékosedzőként tevékenykedett. 1990-ben, 20 éves karrier után vonult vissza.

## Pályafutása edzőként
Perryman 1990-től 1993-ig a Watford menedzsere volt, majd a norvég I.K. Startot vezette 1994-től 1995-ig. Ezután következett a japán Simizu S-Pulse, (1996–2000) és Kasiva Reysol (2001–2002). Ideiglenesen a Spurs edzője is volt 1994 novemberében. A Simizu S-Pulse edzőjeként bajnokságot és az ázsiai kupagyőztesek kupáját nyert. 2001-ben visszatért Angliába, az Exeter City-nél hivatalos poszt nélkül dolgozott és segített a csapatnak a harmadosztályban maradásban, majd ismét Japánban kezdett dolgozni a Kasiva Reysol csapatánál. 2003-tól az Exeter City sportigazgatója.

## Sikerei, díjai

### Játékosként
Tottenham Hotspur
- Ligakupa-győztes: 1971, 1973
- FA-kupa-győztes: 1981, 1982
- UEFA-kupa győztes: 1984
- FWA az év labdarúgója: 1982

### Edzőként
- J. League Év Edzője: 1999

## Külső hivatkozások
- Hivatalos Steve Perryman weboldal
- Pályafutása
- Steve Perryman – Soccerphile

| Előző Frans Thijssen  | FWA az év labdarúgója 1982 | Következő Kenny Dalglish |
| Előző Osvaldo Ardiles | J. League Év Edzője 1999   | Következő Akira Nisino   |